# Колодежский сельсовет
Колодежский сельсовет — административная единица на территории Червенского района Минской области Республики Беларусь.

## География
Озёра: Натальевское и др.

## Состав
Колодежский сельсовет включает 26 населённых пунктов:
- Анаполье — деревня.
- Домовицк — деревня.
- Заречье — деревня.
- Калита — деревня.
- Клейка — деревня.
- Колодежи — деревня.
- Комиссарский Сад — деревня.
- Карабетовка — деревня.
- Кукушкино — деревня.
- Любишино — агрогородок.
- Медведня — деревня.
- Межница — деревня.
- Межонка — деревня.
- Натальевск — деревня.
- Новозерье — деревня.
- Новый Дубок — деревня.
- Осиновка — деревня.
- Осово — деревня.
- Осовской Бор — деревня.
- Падар — деревня.
- Подсосное — деревня.
- Репище — деревня.
- Слободка — деревня.
- Старый Пруд — деревня.
- Фёдоровск — деревня.
- Шалаши — деревня.